# لویزا والورده
لویزا والورده (به انگلیسی: Luisa Valverde؛ زادهٔ ۴ ژوئیهٔ ۱۹۹۱) یک کشتی‌گیر آزادکار اهل اکوادور است. وی سابقه حضور در المپیک ۲۰۲۰ توکیو و المپیک ۲۰۲۴ پاریس را دارد.